# Le Gris
Cet article possède des paronymes, voir Legris et Legry.
Le Gris est un chef de la bande de Pepikokia de la nation des Miamis au XVIIIe siècle. Également connu sous le nom Nagohquangogh par les siens, il fut l'un des trois chefs importants des Miamis au cours de la guerre amérindienne du Nord-Ouest, avec Pacanne et Petite Tortue.

## Biographie
En 1752, une épidémie de variole a frappé plusieurs villages des Miamis. Charles le Moyne, Sieur de Longueuil a écrit auprès du ministre des affaires coloniales en France et a noté que le chef Pied Froid et ses fils étaient morts, ainsi que Le Gris le chef des Tepicons, qui était fidèle envers les Français. Il a écrit que Le Gris était probablement un parent âgé, qui est né Waspikingua et est parfois dénommé Le Petit Gris pour se distinguer de l'ancien chef.
Plus d'informations sur Le Gris vient du journal d'Henry Hay, un commerçant Canadien-anglais du Fort Détroit qui a passé trois mois avec les Miamis. Au cours de son séjour, Pacanne est en voyage d'affaires, laissant les décisions qui seront prises par Tacumwah et Le Gris. Hay s'entendait bien avec Le Gris et ses détails journaliers offre certaines différences de personnalité entre lui et Petite Tortue. Bien que Petite Tortue avait son mot à dire dans la plupart des décisions, il était beaucoup plus réservé et toujours sobre. Le Gris, en revanche, était adonné à l'ivrognerie, bavard et sociable.
Le village de Le Gris, ainsi que Kekionga, sont restés fidèles aux Britanniques pendant et après la Révolution américaine. Le Gris et Pacanne ont accompagné le Lieutenant-gouverneur britannique Henry Hamilton lors de son voyage en descendant la rivière Wabash pour capturer Vincennes, bien que lorsque George Rogers Clark est venu en février 1779, Le Gris attendait à l'extérieur de la ville pour attendre le résultat de la bataille. De nombreux raids venaient des villages de Le Gris et de Pacanne. Par conséquent, ils ont été la cible d'expéditions américaines, menant à la défaite de Hardin, et à la Bataille de la Wabash.
Les Américains ont finalement obtenu une victoire en 1794 quand le général Anthony Wayne a emmené sa légion américaine dans la bataille de Fallen Timbers. L'année suivante, plusieurs nations amérindiennes étaient représentées lors d'une conférence de paix qui a élaboré le Traité de Greenville. Le Gris était réticent à participer, mais a été persuadé et a apposé sa marque sur le traité comme Nagohquangogh, ou Le Gris.